# پروسنیتسکا لهوتا
پروسنیتسکا لهوتا (به چکی: Prosenická Lhota) یک منطقهٔ مسکونی در جمهوری چک است که در ناحیه پریبرام واقع شده‌است.